# Гамла банкхусет
Гамла банкхусет — жовтий двоповерховий кам'яний будинок у стилі неоренесансу в Умео, Швеція, який був побудований в 1877 році. Будівля розташована на Сторгатан 34, з північної вежі моста Тегсброн. Через закруглені кути будинку він був прозваний Smörasken («Масляна»).

## Будівля
Будівля побудована з каменю в традиційному стилі ренесанс Акселем Седебергом. Він був у цей час технічним радником міста. Будівля має два поверхи і пофарбована у жовтий колір. Спочатку зала банку та офіси були розташовані на першому поверсі, а верхній поверх був для менеджера банку. На верхньому поверсі була велика квартира з шістьма кімнатами і кімнатою бакалавра.

## Історія
Будівля була перша будівлею банку Westerbottens enskilda banks. Після великої пожежі в Умео в 1888 році з'явилася можливість відкриття нової будівлі банку, який був розташований ближче до центру. У 1894 році банк перейняв свою діяльність в нову будівлю банку, де в даний час знаходиться Хандельсбанкен, а саме на східній стороні Роднуспаркен. Стара будівля банку стала використовуватися як житловий будинок. У будівлі протягом багатьох років розташовані різні підприємства, в тому числі вона була тимчасовим сховищем для колекцій Вестерботенського музею 1936-1946, міської бібліотеки Умео 1935-1954.  Будівля з 1980 року є пам'ятником архітектури, і в даний час належить Умео Енергі, яка в 1992 році зробила великі реставрації.